# チェルノブイリ・ハート
『チェルノブイリ・ハート』（原題：Chernobyl Heart）は、2003年に制作されたドキュメンタリー映画である。監督はマリアン・デレオ。2004年に第76回アカデミー賞短編ドキュメンタリー映画賞を受賞した。また、2006年4月28日には国連総会で放映されている。
監督のデレオは、CCPI（Chernobyl Children's Project International）を設立したアイルランド人のアディ・ロシュと共にウクライナとベラルーシを訪れ、これらの国におけるチェルノブイリ原子力発電所事故による子供たちの健康への影響をフィルムに収めた。この地域では多くの子供たちが、生まれつき「チェルノブイリ・ハート（Chernobyl Heart）」と呼ばれる未知の心臓疾患や放射線障害に苦しんでいた。デレオは2008年にもチェルノブイリ原発事故に関連した短編映画『ホワイト・ホース』（原題：White Horse）を制作している。